# Чат-Кель
Чат-Кёль (кирг. Чат-Көл) — село в Сокулукском районе Чуйской области Кыргызстана. Административный центр аильного округа имени Кайназаровой. Код СОАТЕ — 41708 222 872 01 0.

## География
Село расположено в северо-западной части области, к северу от Большого Чуйского канала, на расстоянии приблизительно 6 километров (по прямой) к северу от города Шопоков, административного центра района. Абсолютная высота — 764 метра над уровнем моря.

## Население
| год     | 2009 | 2014 | 2015 |
| ------- | ---- | ---- | ---- |
| человек | 2939 | 3074 | 3048 |